# Огузькі мови
Огузькі мови, Ол-група — група тюркських мов зосереджених у Туреччині, Азербайджані, Ірані, Туркменістані, західному Узбекистані, південному Криму, півночі Кіпру, на Балканах, де розкидані турецькі колоніальні поселення. Назва походить від народу тюркського огузів.
Огузькі мови також називають ол-(мовною) групою та південно-західними тюркськими мовами.

## Походження
Усі Огузькі мови походять від давньоогузької мови, яка, ймовірно є продовженням Орхон-Єнісейської мови. Відповідність огузського-j орхон-єнісейському-d відзначено на найдавнішому рівні.

## Огузькі мови
До складу групи входять:
- Туркменська мова
  - Трухменська мова, або Північнокавказька туркменська мова — туркменська говірка (етнолект) на Північному Кавказі, в основному у Ставропольському краї;
- Хорезмська мова — найближча до туркменської мови. Є групою говірок в Узбекистані й Казахстані, а по класифікації Олександра Самойловича є окремою Кипчацько-туркменською групою говірок). Проте в Узбекистані хорезмську мову визначають як огузьку говірку узбецької мови;
- Хорасансько-тюркська мова у Ірані — найближчий до туркменської й хорезмської мов, вважається перехідною від туркменської до азербайджанської типом мови
  - Боджнурдійська мова;
- Азербайджанська мова — у Азербайджані та північно-західному Ірані,
  - Айналу мова, афшарська мова, кашкайська мова, салчуцька мова та інші говірки азербайджанської мови, що розглядаються також як самостійні мови;
- Карачаєво-тюркська (сонкорсько-тюркська) мова — огузького типу мова, яка зближуються із азербайджанською, але виявляє деякі подібності до Хорасансько-тюркських говірок, з якими, однак, безпосередньо не стикається;
- Сирійсько-туркменські говірки — говірки туркменської або турецької мови у Сирії;
- Турецька мова — поширена у Туреччині, у північному Кіпрі й на Балканах,
  - Османська (сельджуцька, староанатолійська) мова — давня мова що припинила своє існування,
  - Кіпрський діалект турецької мови й балкано-турецькі діалекти:
  - Урумська цалкська мова — в наш час[коли?] вважається самостійною мовою або діалектом азербайджанської,
  - Південний діалект кримськотатарської мови — локалізований на південному узбережжі Криму,
    - Урумська мова — огузькі діалекти урумської приазовської мови;
- Гагаузька мова:
  - Балкано-гагаузька мова
  - Гагаузька мова — власне гагаузька;
- Печенізька мова — зникла мова ряду тюркських племен, відомих під назвами: чорні клобуки, печеніги, узи, гузи, торки, Кову, турпеї, боути, каспічи, берендеї.

### Халадзька мова
Зарахування халадзької мови до огузьких мов недостовірне. Недостовірна також її трактування як карлуцько-хорезмійської мови.
Ймовірно, халадзька мова відноситься до карлуцько-уйгурських мов про що свідчить рефлексація пратюркського-d-, ідентична рефлексації в Саянських мовах). Схожість з огузькими й карлуксько-хорезмійськими мовами є результатом тривалого контакту.

## Внутрішня класифікація огузьких мов
Внутрішня класифікація огузьких мов утруднена.
Обґрунтовано протиставлення саларської мови у центральному Китаї іншим огузьким мовам. Салари, що відійшли з району Самарканда у 14 сторіччі мають мову, що максимальна близька салирському діалекту туркменської мови, з яким колись складала один тип мовлення.
Решта огузьких мов утворюють, по суті, діалектний континуум, — існують перехідні говірки між туркменською та азербайджанською, азербайджанською та турецькою мовами.
Гагаузька мова традиційно трактувався як сучасна форма давньої печенізької мови, а найближчим до турецької вважалася азербайджанська мова. Відповідно до новітніх досліджень, поділ турецької та гагаузької сталося на початку XVII сторіччя, а азербайджанська діалектна зона відокремилась в основному до XVI століття  (але почала відокремлюватися в XIII сторіччі).